# Авдиму
Авдѝму (на гръцки: Αυδήμου) е село в Кипър, окръг Лимасол. Според статистическата служба на Република Кипър през 2001 г. селото има 614 жители.
Намира се частично на територията на британските военни бази Акротири и Декелия.